# Cacaofantasie
Cacaofantasie (literalmente, "cacau fantasia" ou "fantasia de cacau") é um termo holandês para produtos que contêm menos de 35% de cacau.
De acordo com a Lei Holandesa de Commodities, o chocolate deve conter pelo menos 35% de sólidos secos de cacau. O termo faz referência a hagelslag, vlokken, barras e tabletes. Quando há muito pouco cacau nesses produtos, o termo "cacaofantasie" é usado, com exceção para o chocolate branco.
Um exemplo bem conhecido de um produto "cacaofantasie" é o Koetjesreep.
Regras semelhantes também são aplicadas na Bélgica. Aqui, o chocolate deve conter um mínimo de 35% de sólidos de cacau, bem como 14% de sólidos de cacau sem gordura e 18% de manteiga de cacau. Até 27 de outubro de 2018, quando a lei caducou, foi imposto aos produtos de cacau que não cumprissem essas regras a obrigação de se autodenominarem "imitatiechocolade" ("imitação de chocolate") ou "cacaofantasie". No entanto, a legislação belga prevê um regime transitório até 30 de abril de 2019 e, evidentemente, ainda não estão autorizados a ostentar a denominação "chocolate". No entanto, o nome "choco" não deve mais ser um problema.